# Northland (région)
Pour les articles homonymes, voir Northland.
La région de Northland (en maori de Nouvelle-Zélande : Te Tai-tokerau ou Te Hiku-o-te-Ika, « la queue du poisson ») est la plus septentrionale des régions de Nouvelle-Zélande.

## Géographie
La région est située en ce que les néo-zélandais appellent le Far North, ou (à cause de son climat doux), le The Winterless North. Elle représente plus de 80 % de la péninsule de Northland ; le sud de cette péninsule est dans la région d'Auckland.

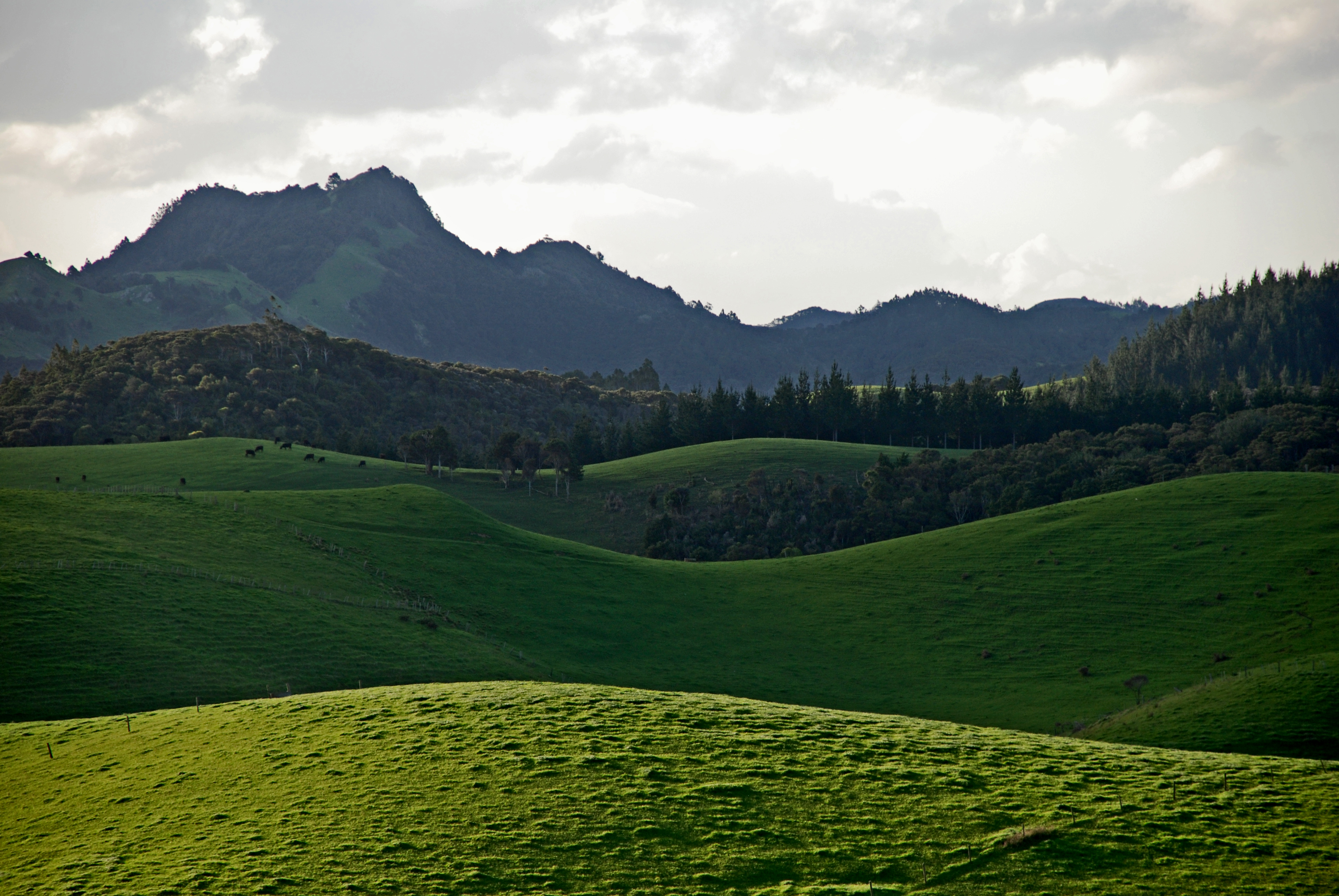
Collines de la région.

Allant d'une partie particulièrement étroite de la péninsule près de la ville de Wellsford, le Northland s'étend jusqu'à la fin de celle-ci et recouvre une superficie de 13 789 km2, soit environ 5 % de la surface totale de la Nouvelle-Zélande. Elle est bordée par la mer de Tasman à l'ouest et par l'océan Pacifique à l'est. Elle est parcourue d'innombrables collines. Ainsi, les zones consacrées à l'agriculture et les forêts couvrent la moitié de la surface. 
Bien que la majeure partie des forêts de kauri aient été détruites au XIXe siècle, on trouve encore aujourd'hui ces arbres d'une taille impressionnante. Le plus gros arbre de Nouvelle-Zélande, Tane Mahuta, pousse dans la forêt de Waipoua, au sud de Hokianga.
La côte ouest est parcourue par de longues plages, dont la fameuse « Ninety Mile Beach », qui mesure en réalité 88 km. On y trouve également deux grandes anses et l'immense baie de Kaipara au sud, que partagent les régions de Northland et d'Auckland, ainsi que les petites anses compliquées de la baie de Hokianga.

Carte physique de la région de Northland.

La côte est recèle de nombreuses baies et péninsules. On y trouve plusieurs grandes baies naturelles, de Parengarenga près de l'extrême nord de la région, en passant par la Bay of Islands, jusqu'à la baie de Whangarei, sur laquelle est située Auckland. De nombreuses îles sont au large de cette côte, notamment les îles Cavalli, l'île Aorangaia, les îles Hen and Chicken et les îles Poor Knights.
La pointe nord de l'île du Nord est à l'extrême nord de la région de Northland. Plusieurs endroits sont dits être la pointe nord de l'île, dont le cap Maria von Diemen, Spirits Bay, le cap Reinga, ou North Cape, mais la vraie pointe nord est aux falaises de Surville Cliffs, près de North Cape.
L'extrême nord de tout le pays se trouve aux îles Kermadec.
Le cap Reinga et Spirits Bay, sont, d'après la mythologie māori, le point de départ des âmes après la mort, pour le voyage vers l'au-delà.

## Climat

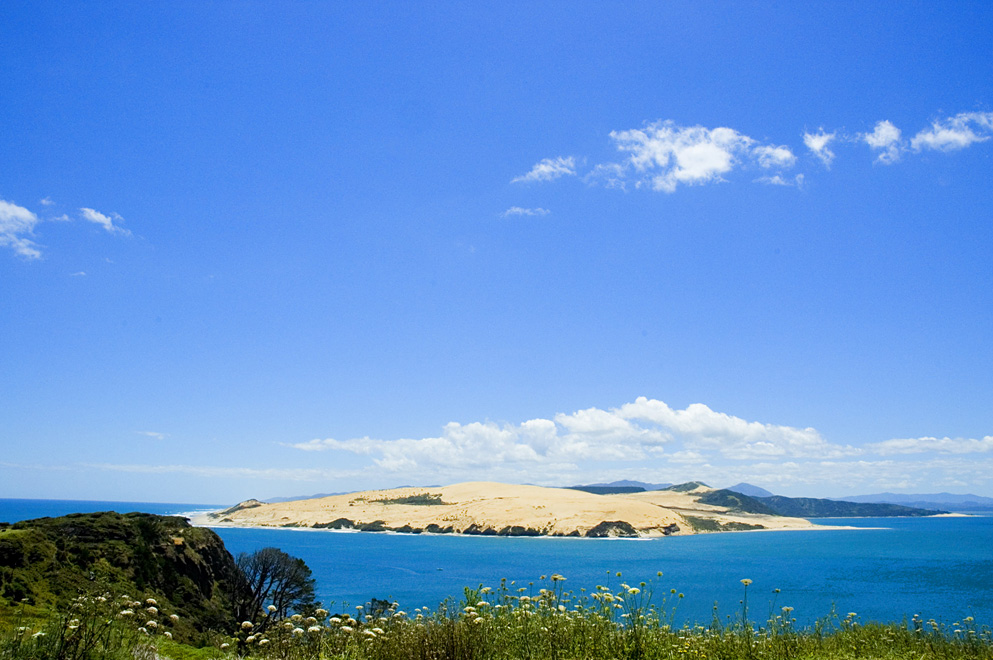
Baie de Hokianga.

Du fait de la latitude de la région, elle a un climat chaud et humide l'été et doux l'hiver. Les températures s'élèvent de 22 °C à 26 °C (de 22,2 °C à 26,1 °C) l'été et sont situées entre 14 °C et 17 °C (de 13,9 °C à 17,2 °C) l'hiver. Il ne gèle quasiment jamais dans les villes mais quelquefois dans les campagnes. Les mois les plus chauds sont janvier et février. 
Les précipitations annuelles oscillent entre 1 500 et 2 000 mm par an.
Les vents prédominants viennent du sud-ouest, bien que la région doit faire face aux tempêtes dues au passage de cyclones tropicaux venant de l'océan Pacifique.

## Administration
Le Conseil régional de Northland (en anglais : Northland Regional Council) est situé à Whangarei. Il y a trois autorités territoriales :
- Far North District Council, basé à Kaikohe ;
- Whangarei District Council ;
- Kaipara District Council, basé à Dargaville.

## Démographie
| Groupes ethniques                                | Valeurs absolues | %    |
| ------------------------------------------------ | ---------------- | ---- |
| Population                                       | 151 689          | 100  |
| Ethnicité établie                                | 138 837          | 91,5 |
| Européens                                        | 85 398           | 56,3 |
| Maoris                                           | 25 368           | 16,7 |
| Métis                                            | 21 042           | 13,9 |
| Asiatiques                                       | 3 096            | 2,0  |
| Océaniens non maoris                             | 1 323            | 0,9  |
| Moyens-Orientaux, Latino-Américains et Africains | 357              | 0,2  |
| Autres                                           | 2 253            | 1,5  |
| Ethnicité non établie                            | 12 855           | 8,5  |

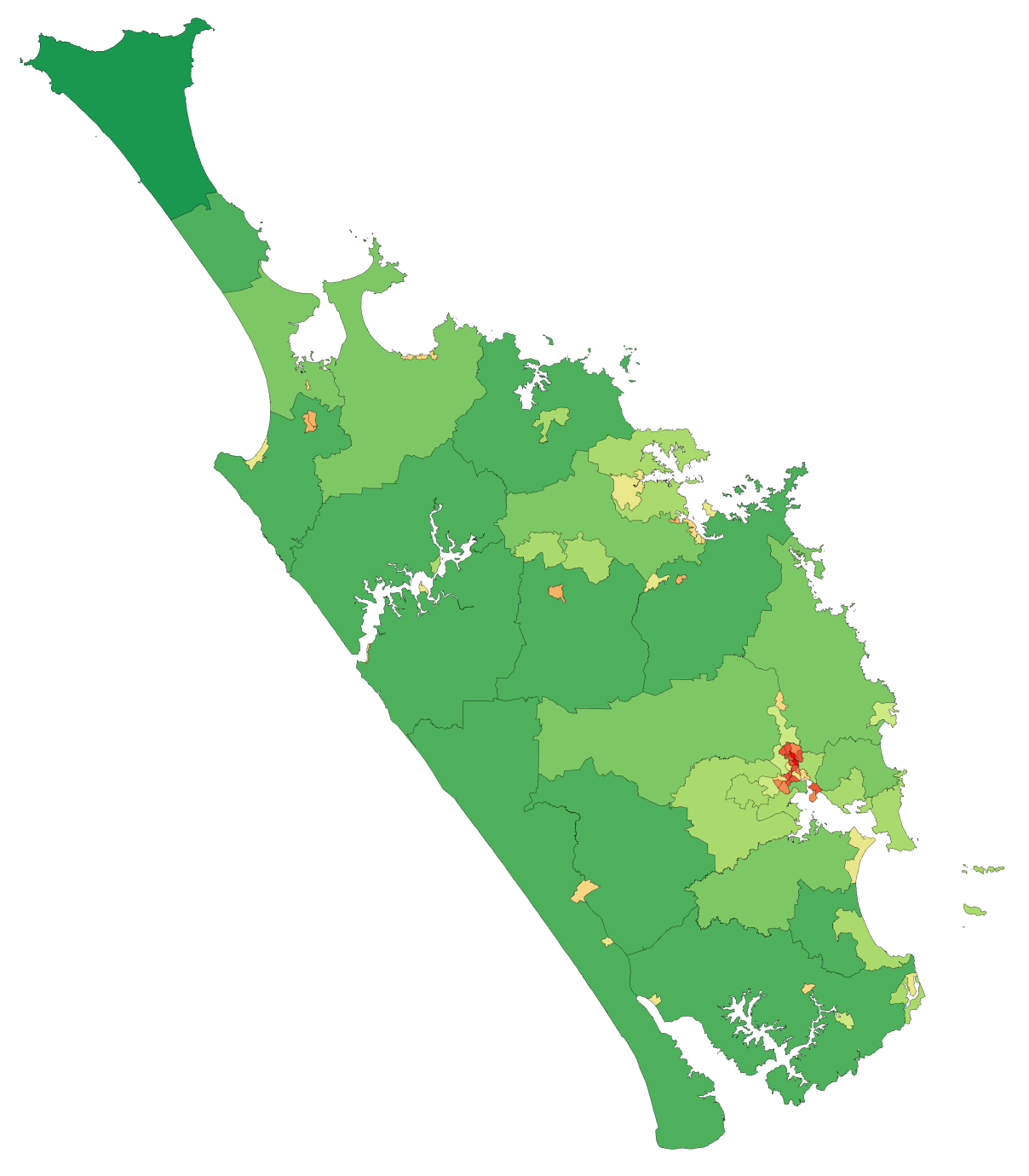
Densités de population en 2006.

Seulement 50 % de la population de 149 600 vit en zone urbaine. Ainsi, c'est la région la plus rurale de Nouvelle-Zélande. Whangarei est la ville la plus importante avec 48 700 habitants. Sept autres villes ont une population de plus de 1 000 habitants : Kaitaia, Dargaville, Kaikohe, Paihia, Kerikeri, Taipa Mangonui et Kawakawa.
La population est essentiellement concentrée le long de la côte est. Entre 2001 et 2006, la région a enregistré un accroissement de la population d'environ 6 %, chiffre légèrement inférieur à la moyenne nationale. Elle abrite l'une des villes à croissance la plus forte du pays, Mangawhai.
Environ un tiers de la population est d'origine māori, le restant étant majoritairement d'origine européenne, surtout Britannique, comme dans le reste de ce pays, ancienne colonie britannique, mais aussi d'autres pays européens, notamment de la région croate de Dalmatie.

## Histoire

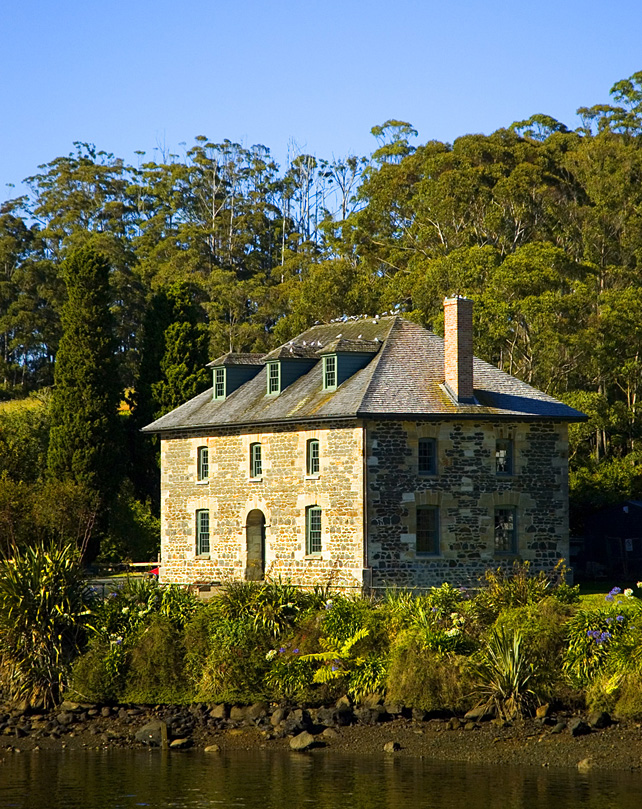
Stone Store.

Selon la légende māori, l'île du Nord de la Nouvelle-Zélande est un énorme poisson qui a été attrapé par Maui. Ainsi, le Northland est parfois appelé « la queue du poisson » : Te Hiku o Te Ika.
Les iwi du Northland prétendent que Kupe serait arrivé en Nouvelle-Zélande là où on trouve aujourd'hui Hokianga (d'autres prétendent que c'est à Taipa), et donc que cette région a vu les premiers jours de la Nouvelle-Zélande. Des traces d'anciens villages de pecheurs Māori ont été retrouvés à différentes endroits. 
Ce fut également la première région connue des Européens. Les commerçants et les chasseurs de baleine et de phoques furent les premiers Européens à s'y installer. La colonisation s'accelera avec l'exploitation du bois de kauri. Kerikeri peut être considéré comme la première colonie européenne de Nouvelle-Zélande et on peut toujours y voir le plus vieux bâtiment : Stone Store.
Waitangi, près de Kerikeri, joua un rôle encore plus important dans l'histoire de cette nation : on y vit la signature du traité de Waitangi entre les tribus māori et l'Angleterre, qui marqua la naissance de la Nouvelle-Zélande, le 6 février 1840.

## Économie
L'économie de la région est basée sur l'agriculture, principalement l'élevage de bœuf, la sylviculture, la pêche et l'horticulture. Les principales cultures sont les oranges, les citrons, les tamarilles, les avocats et les olives.
Les forêts étant très présentes sur ce territoire, l'industrie du papier et du bois occupe une place importante dans l'économie.
Le Northland est une destination prisée des touristes, particulièrement la Bay of Islands et Kerikeri. La plongée et la pêche sont les activités les plus pratiquées, surtout à la Bay of Islands et aux îles Poor Knights.
La région possède également la seule raffinerie de pétrole du pays, près de Whangarei, à la pointe Marsden près de Whangarei.